# Беличи (Архангельская область)
Беличи — деревня в Холмогорском районе Архангельской области.

## География
Находится в центральной части Архангельской области на расстоянии приблизительно 13 км на юго-запад по прямой от села Емецк на правобережье реки Емца.

## История
Была отмечена уже только на карте начала 1980-х годов. До 2015 года входила в Зачачьевское сельское поселение, с 2015 по 2022 в Емецкое сельское поселение до его упразднения.

## Население
Численность населения не была учтена как в 2002 году, так и в 2010.